# Jonathan Robinson
Jonathan Robinson, född 11 augusti 1756 i Hardwick, Massachusetts, död 3 november 1819 i Bennington, Vermont, var en amerikansk jurist och politiker (demokrat-republikan). Han representerade delstaten Vermont i USA:s senat 1807–1815. Han var bror till Moses Robinson.
Robinson studerade juridik och inledde 1796 sin karriär som advokat i Bennington. Han var chefsdomare i Vermonts högsta domstol 1801–1807.
Senator Israel Smith avgick 1807 för att tillträda som guvernör och efterträddes av Robinson. Han efterträddes i sin tur 1815 av Isaac Tichenor.
Robinsons grav finns på Old Bennington Cemetery i Bennington, Vermont.